# کوخانکی
کوخانکی (به چکی: Kochánky) یک منطقهٔ مسکونی در جمهوری چک است که در ناحیه ملادا بولسلاو واقع شده‌است. کوخانکی ۸٫۷۶ کیلومتر مربع مساحت و ۴۲۱ نفر جمعیت دارد و ۱۹۴ متر بالاتر از سطح دریا واقع شده‌است.